# 博凱納 (聖保羅州)
22°08′10″S 48°31′05″W / 22.13611°S 48.51806°W

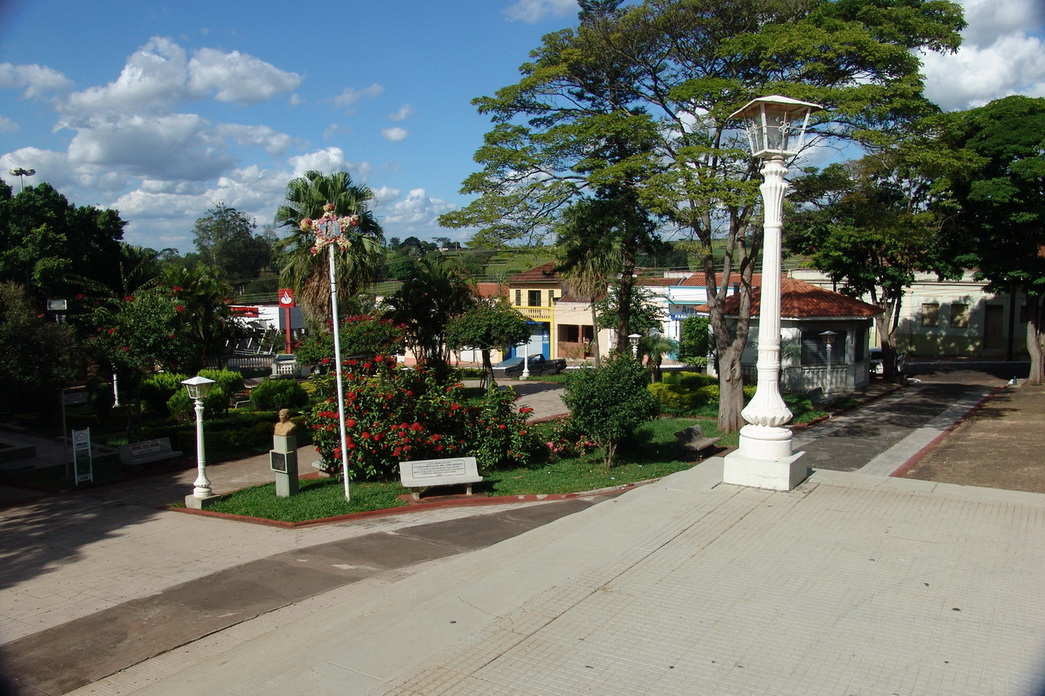
博凱納

博凱納（葡萄牙語：Bocaina），是巴西的城鎮，位於該國南部，由聖保羅州負責管轄，始建於1891年2月28日，面積364平方公里，海拔高度514米，2014年人口11,961，人口密度每平方公里32.86人。